# Micrapate scapularis
Micrapate scapularis là một loài bọ cánh cứng trong họ Bostrichidae. Loài này được Gorham miêu tả khoa học năm 1883.